# Liaszine Cadamuro
Liaszine Cadamuro-Bentaiba (arabul: لياسين كادامورو بيتايبا) (Toulouse, 1988. március 5. –) francia születésű algériai labdarúgó, aki védőként játszik. Jelenleg a Watford FC és az algériai labdarúgó-válogatott játékosa.

## Statisztika

### Klub
2014. július 14. szerint.
| Klub teljesítménye | Klub teljesítménye | Klub teljesítménye | Bajnokság | Bajnokság | Kupa         | Kupa         | Nemzetközi | Nemzetközi | Összesen | Összesen |
| Szezon             | Klub               | Bajnokság          | Mérkőzés  | Gólok     | Mérkőzés     | Gólok        | Mérkőzés   | Gólok      | Mérkőzés | Gólok    |
| Spanyolország      | Spanyolország      | Spanyolország      | Bajnokság | Bajnokság | Copa del Rey | Copa del Rey | Nemzetközi | Nemzetközi | Összesen | Összesen |
| ------------------ | ------------------ | ------------------ | --------- | --------- | ------------ | ------------ | ---------- | ---------- | -------- | -------- |
| 2010–11            | Real Sociedad      | La Liga            | 0         | 0         | 0            | 0            | -          | -          | 0        | 0        |
| 2011–12            | Real Sociedad      | La Liga            | 19        | 0         | 2            | 0            | -          | -          | 21       | 0        |
| 2012–13            | Real Sociedad      | La Liga            | 4         | 0         | 0            | 0            | -          | -          | 4        | 0        |
| 2013–14            | Real Sociedad      | La Liga            | 4         | 0         | 0            | 0            | 2          | 0          | 6        | 0        |
| 2013–14            | Real Mallorca      | Segunda División   | 8         | 0         | 0            | 0            | -          | -          | 8        | 0        |
| Összesen           | Spanyolország      | Spanyolország      | 35        | 0         | 4            | 0            | 2          | 0          | 41       | 0        |
| Karrier összesen   | Karrier összesen   | Karrier összesen   | 35        | 0         | 4            | 0            | 2          | 0          | 41       | 0        |

### Válogatott
(2014. július 14. szerint)
| Válogatott | Szezon   | Mérkőzés | Gól |
| ---------- | -------- | -------- | --- |
| Algéria    | 2011–12  | 3        | 0   |
| Algéria    | 2012–13  | 2        | 0   |
| Algéria    | 2013–14  | 2        | 0   |
| Összesen   | Összesen | 7        | 0   |